# Schönberg
Schönberg – miasto w Niemczech, w kraju związkowym Meklemburgia-Pomorze Przednie, w powiecie Nordwestmecklenburg, siedziba Związku Gmin Schönberger Land.
1 stycznia 2019 do miasta przyłączono gminę Lockwisch, która stała się automatycznie jego dzielnicą.

## Współpraca międzynarodowa
- gmina Färgelanda, Szwecja
- Ratzeburg, Szlezwik-Holsztyn

## Znane osoby powiązane z miastem
- Felix Jaehn – niemiecki DJ i producent muzyczny